# Federico Gaio
Federico Gaio (Faenza, 5 marzo 1992) è un tennista italiano.
Professionista dal 2009, ha vinto in carriera alcuni titoli sia in singolare che in doppio nei circuiti Challenger e ITF. Il suo miglior ranking ATP in singolare è stato il 124º raggiunto nel febbraio 2020.
Nell'estate 2025 è stato scelto come coach temporaneo di Jasmine Paolini.

## Carriera

### 2008-2012
Tra gli juniores vince un torneo ITF in singolare e cinque in doppio, nel maggio 2009 raggiunge la 19ª posizione nel ranking mondiale di categoria. Gioca i suoi primi tornei ITF e Challenger tra i professionisti nel 2008 quando ottiene prima una wild card per il Futures Italy F15 di Cesena, dove gioca anche il doppio, poi per il Challenger di Recanati. In ottobre raggiunge la prima finale di doppio al Futures Italy F34 in coppia con Alessandro Giannessi. In singolare disputa la prima semifinale Futures nel luglio 2009 all'Italy F19, in settembre si affaccia tra i primi 1000 del ranking ATP e conquista ad Alghero il primo titolo in doppio, sempre con Giannessi.
Nel 2010 ottiene una wild card per le qualificazioni del Masters 1000 di Roma e al debutto viene sconfitto per 6-0, 6-4 dal nº 55 ATP Juan Ignacio Chela, nel suo primo match contro un top 100 del ranking mondiale. Durante la stagione vince anche i suoi primi incontri in un torneo Challenger a Reggio Emilia. A livello Futures raggiunge l'unica semifinale in singolare nell'Italy F28; in doppio conquista la finale a Trento, sempre in coppia con Giannessi, oltre alle prime due semifinali Challenger a Sanremo e Orbetello.
Nel maggio 2011 conquista i primi due titoli in carriera in Kazakhstan nei Futures F2 di Taraz e F3 di Almaty, e in giugno disputa una terza finale all'Israel F6 di Ashkelon. Al Challenger di Recanati raggiunge i quarti in singolare e disputa la prima finale di categoria in doppio in coppia con Purav Raja. A novembre porta il best ranking in singolare alla 370ª posizione. Ottiene l'unico successo del 2012 in giugno battendo Renzo Olivo nella finale del Futures Argentina F18, nel resto della stagione i risultati sono peggiori dell'anno precedente e perde molte posizioni in classifica. In doppio l'unico risultato di rilievo è la finale raggiunta all'Italy F12.

### 2013-2014
Nei primi mesi del 2013 gioca le qualificazioni di diversi tornei Challenger, le supera solo a Pereira e perde al primo turno del tabellone principale. Torna a giocare nei Futures e in luglio perde la finale dell'Austria F2 contro Patrick Ofner. Vince il primo incontro in un torneo Challenger a San Marino dove, superati i turni di qualificazione, elimina Phau e perde al secondo turno contro Volandri. A settembre conquista il Futures Turkey F34 in singolare e in doppio in coppia con Laurynas Grigelis. La settimana successiva vince con Grigelis anche il Turkey F35. A novembre perde la finale del Greece F17 contro Dennis Novak.
Nella prima parte del 2014 supera le qualificazioni e viene eliminato al primo turno nei Challenger di Bergamo e Vercelli. A maggio perde la finale del France F9 contro Jonathan Eysseric e a luglio quella dell'Italy F23 contro Daniele Giorgini. Il 3 agosto raggiunge per la prima volta una finale del circuito Challenger a Cortina d'Ampezzo superando tutti avversari di ranking superiore: Ungur, Setkic, Starace e Marcora. Perde in tre set la finale con Filip Krajinović e grazie a questi risultati entra per la prima volta nella top 300 del ranking. Sul finale di stagione vince il Turkey F36 battendo in finale Hiroyasu Ehara.

### 2015
Al debutto stagionale viene eliminato al primo turno delle qualificazioni all'ATP 250 di Zagabria. I primi risultati di rilievo arrivano nei Futures in primavera e ad aprile vince l'Italy F5 sconfiggendo in finale Stefano Napolitano. Il mese dopo debutta nel circuito principale con una wild card agli Internazionali d'Italia e viene subito eliminato da Leonardo Mayer. Nella seconda parte dell'anno Gaio si concentra sui Challenger, a fine maggio perde la finale di doppio a Vicenza insieme a Salvatore Caruso contro Pella / Bagnis. In estate viene sconfitto in semifinale a Padova in singolare da Montañés e nella finale di doppio con Giannessi contro Elgin / Rublëv.
Ad agosto non supera le qualificazioni all'ATP 250 di Gstaad e conquista quindi il titolo al Futures Italy F22. In settembre, ancora insieme a Giannessi, perde la finale nel Challenger di Stettino contro Lamasine / Martin. Nelle qualificazioni del torneo ATP di Stoccolma elimina Mridha e Petzschner e nel turno decisivo si arrende a Ante Pavić. Nel corso della stagione raggiunge la 245ª posizione del ranking in singolare e la 231ª in doppio.

### 2016
Fa il suo esordio nel tabellone cadetto di uno Slam agli Australian Open e viene eliminato al primo incontro. In marzo viene sconfitto in semifinale al San Luis Potosí Challenger e nel periodo che segue viene eliminato nelle qualificazioni all'ATP 250 di Bucarest, al Roland Garros e al torneo di Wimbledon. Nei primi mesi del 2016 non ottiene particolari successi in doppio, a maggio porta comunque il best ranking di specialità al 216º posto. In luglio vince i primi titoli Challenger a San Benedetto del Tronto; in singolare elimina Jankovic, Giannessi, Mager e in semifinale De Greef; si aggiudica la finale con la vittoria su Constant Lestienne per 6-2, 1-6, 6-3. A San Benedetto vince anche il primo titolo in doppio, in coppia con Napolitano, battendo in finale Argüello / Galdos per 6-3, 6-4.
Due settimane dopo vince il Challenger di Biella, dove supera in finale il nº 52 ATP Bellucci per 7-6, 6-2. Grazie a questo successo entra per la prima volta nella top 200, in 158ª posizione. Sconfitto nelle qualificazioni anche agli US Opens, a inizio ottobre vince il torneo di doppio al Challenger di Roma, di nuovo in coppia con Napolitano, battendo in finale Tomislav e Marin Draganja. Supera le qualificazioni all'ATP 250 di Mosca come lucky loser e al primo turno soccombe a Paolo Lorenzi.

### 2017
Nel febbraio 2017 supera le qualificazioni all'ATP di Quito e vince il primo incontro in un torneo del circuito maggiore sconfiggendo João Souza, ha quindi la meglio su Gerald Melzer ed esce di scena nei quarti di finale per mano di Víctor Estrella Burgos, che si aggiudicherà il titolo. Il mese successivo supera le qualificazioni anche a Indian Wells e viene subito eliminato al primo turno. Con questi risultati porta il best ranking alla 146ª posizione. Nei sei mesi che seguono non supera mai le qualificazioni nei tornei ATP né il secondo turno nei Challenger e crolla in classifica. Riguadagna alcune posizioni vincendo due titoli ITF e raggiungendo un quarto di finale nei Challenger. Anche in doppio scende nel ranking, nel corso della stagione vince due titoli ITF e non va oltre i quarti nei Challenger.

### 2018
I risultati di maggiore rilievo del 2018 in singolare sono le qualificazioni superate nel circuito maggiore a Quito e – per la prima volta in una prova dello Slam – agli US Open, e in entrambi i tornei viene eliminato al primo turno. A luglio perde inoltre la finale al Padova Challenger contro lo spagnolo Sergio Gutiérrez Ferrol. In doppio torna a fare risultati nei Challenger, su cui spiccano la finale vinta a giugno a Caltanissetta assieme ad Andrea Pellegrino contro Blaž Rola / Jiří Veselý, e quella persa a ottobre a Tashkent, di nuovo con Pellegrino. Chiude l'anno con il nuovo miglior ranking di doppio in 194ª posizione.

### 2019
Raccoglie 6 sconfitte nei primi impegni stagionali e i primi successi sono quelli che a febbraio gli consentono di superare le qualificazioni all'ATP 500 di Acapulco, dove esce al primo turno. Ottiene alcuni discreti risultati nei Challenger, a giugno rientra dopo quasi due anni nella top 200 e poco dopo perde la finale al Challenger di Parma contro Tommy Robredo, che si impone al tie-break del set decisivo. Ad agosto si aggiudica il titolo al Challenger di Manerbio con il successo in finale su Paolo Lorenzi, al quale concede solo 4 giochi. Il risultato gli vale il nuovo best ranking alla 144ª posizione. Nel corso della stagione gioca poco in doppio e non ottiene risultati significativi.

### 2020: Finale ATP 500 in doppio
Nel gennaio 2020 vince il Bangkok Challenger II approfittando del ritiro di Robin Haase nel terzo set della finale, e porta il best ranking alla 124ª posizione. Il mese dopo si mette in luce in doppio nel circuito ATP raggiungendo i quarti a Córdoba. Due settimane più tardi ottiene il risultato più prestigioso da inizio carriera spingendosi fino alla finale con Salvatore Caruso all'ATP 500 di Rio de Janeiro, la coppia italiana viene sconfitta da Marcel Granollers / Horacio Zeballos per 4-6, 7-5, [7-10] dopo aver eliminato gli specialisti Mate Pavic / Bruno Soares e in semifinale le teste di serie nº 2 Lukasz Kubot / Marcelo Melo. I risultati di questi due tornei gli consentono di guadagnare 687 posizioni in classifica e poco dopo porta il best ranking alla 165ª. Sempre a Cordoba e a Rio supera le qualificazioni in singolare ed esce al primo turno. Dopo la lunga pausa del tennis mondiale dovuta al COVID-19, agli US Open entra per la prima volta nel tabellone principale di uno Slam per diritto di classifica e viene subito eliminato. I migliori risultati di questo periodo arrivano nei Challenger con una semifinale in singolare e soprattutto le due in doppio, con le quali sale ulteriormente nel ranking alla 163ª posizione.

### 2021: Una vittoria ATP e terzo turno di qualificazioni a Wimbledon
A febbraio raggiunge la semifinale al Biella Challenger I, a marzo supera nuovamente le qualificazioni in un Masters 1000 al Miami Open e viene subito eliminato. Le supera anche in aprile a Barcellona e torna a vincere un incontro nel tabellone principale di un torneo ATP sconfiggendo il nº 35 del ranking Benoit Paire, ed esce di scena al secondo turno per mano di Andrej Rublëv. A Wimbledon si spinge per la prima volta fino al terzo e decisivo turno delle qualificazioni e viene sconfitto da Denis Kudla. A luglio perde in tre set la finale al Challenger di Todi contro Mario Vilella Martínez. L'ultimo risultato stagionale di rilievo sono le qualificazioni superate all'ATP di San Diego con i successi su Steve Johnson e Kudla, e al primo turno cede a Diego Schwartzman. In doppio, il miglior risultato del 2021 è la finale raggiunta in ottobre con Salvatore Caruso al Brest Challenger.

### 2022: Un quarto di finale ATP
Perde i primi 7 incontri stagionali disputati in singolare, mentre in doppio raggiunge a febbraio i quarti all'ATP di Pune con Lorenzo Musetti. Paga però gli scarsi risultati ottenuti in questa specialità l'anno precedente e verso fine mese esce dalla top 300 della classifica. Disputa una semifinale Challenger in singolare ad aprile e ha quindi inizio un nuovo periodo di scarsi risultati che lo portano a fine anno fuori dalla top 400 del ranking di singolare. Disputa in doppio due semifinali Challenger nel 2022 e rientra nella top 300, ma gioca poco e chiude l'anno fuori dalla top 400 anche in doppio.

### 2023: Finale Challenger Torino 175
Costretto a tornare a giocare nel circuito minore, nei primi mesi del 2023 si risolleva in singolare raggiungendo due finali ITF e con alcuni discreti risultati al rientro nei Challenger. A maggio raggiunge la finale al Challenger 175 di Torino, elimina tra gli altri la testa di serie nº 1 e top 40 Sebastián Báez e perde in tre set contro Dominik Koepfer; con i 100 punti guadagnati risale 106 posizioni nel ranking e arriva alla 231ª. Torna a sollevare un trofeo a luglio dopo oltre 3 anni imponendosi nel torneo di doppio al Challenger di Verona in coppia con Andrea Pellegrino.

## Statistiche

### Doppio

#### Finali perse (1)
| Legenda                   |
| Grande Slam (0)           |
| ATP Finals (0)            |
| ATP Tour Masters 1000 (0) |
| ATP Tour 500 (1)          |
| ATP Tour 250 (0)          |

| N. | Data             | Torneo                   | Superficie  | Compagno         | Avversario in finale               | Punteggio        |
| 1. | 23 febbraio 2020 | Rio Open, Rio de Janeiro | Terra rossa | Salvatore Caruso | Marcel Granollers Horacio Zeballos | 4-6, 7-5, [7-10] |

### Tornei minori

#### Singolare

##### Vittorie (13)
| Legenda tornei minori     |
| Challenger (4)            |
| ITF World Tennis Tour (9) |

| N.  | Data              | Torneo                                      | Superficie  | Avversario in finale | Punteggio          |
| 1.  | 2 maggio 2011     | F2 Kazakistan, Taraz                        | Cemento (i) | Takuto Niki          | 0-6, 6-4, 6-2      |
| 2.  | 9 maggio 2011     | F3 Kazakistan, Almaty                       | Cemento (i) | Ilia Starkov         | 6-0, 7-5           |
| 3.  | 16 luglio 2012    | F18 Argentina, Bell Ville                   | Terra rossa | Renzo Olivo          | 7-5, 7-5,          |
| 4.  | 9 settembre 2013  | F36 Turchia, Belek                          | Cemento (i) | Richard Gabb         | 3-6, 7-6(2), 6-1   |
| 5.  | 13 ottobre 2014   | F36 Turchia, Antalya                        | Cemento (i) | Hiroyasu Ehara       | 1-6, 6-0, 6-4      |
| 6.  | 13 aprile 2015    | F5 Italia, Santa Margherita di Pula         | Terra rossa | Stefano Napolitano   | 6-2, 6-4           |
| 7.  | 10 agosto 2015    | F22 Italia, Appiano sulla Strada del Vino   | Terra rossa | Francisco Bahamonde  | 6-4, 6-3           |
| 8.  | 17 luglio 2016    | San Benedetto Cup, San Benedetto del Tronto | Terra rossa | Constant Lestienne   | 6-2, 1-6, 6-3      |
| 9.  | 31 luglio 2016    | Biella Challenger, Biella                   | Terra rossa | Thomaz Bellucci      | 7-6, 6-2           |
| 10. | 17 settembre 2017 | F29 Italia, Santa Margherita di Pula        | Terra rossa | Jay Clarke           | 6-2, 7-5           |
| 11. | 29 ottobre 2017   | F35 Italia, Santa Margherita di Pula        | Terra rossa | Lorenzo Sonego       | 7-6(4), 2-6, 6-0   |
| 12. | 11 agosto 2019    | Internazionali di Manerbio, Manerbio        | Terra rossa | Paolo Lorenzi        | 6-3, 6-1           |
| 13. | 26 gennaio 2020   | Bangkok Challenger II, Bangkok              | Cemento     | Robin Haase          | 6-1, 4-6, 4-2 rit. |

##### Finali perse (14)
| Legenda tornei minori     |
| Challenger (5)            |
| ITF World Tennis Tour (9) |

| N.  | Data             | Torneo                                    | Superficie  | Avversario in finale    | Punteggio            |
| 1.  | 4 giugno 2011    | F6 Israele, Ascalona                      | Cemento (i) | Amir Weintraub          | 4-6, 2-6             |
| 2.  | 7 luglio 2013    | F2 Austria, Seefeld                       | Terra rossa | Patrick Ofner           | 5-7, 6-3, 4-6        |
| 3.  | 3 novembre 2013  | F17 Grecia, Heraklion                     | Cemento     | Dennis Novak            | 4-6, 2-6             |
| 4.  | 4 maggio 2014    | F9 Francia, Grasse                        | Terra rossa | Jonathan Eysseric       | 3-6, 4-6             |
| 5.  | 20 luglio 2014   | F23 Italia, Modena                        | Terra rossa | Daniele Giorgini        | 3-6, 4-6             |
| 6.  | 3 agosto 2014    | ATP Challenger Cortina, Cortina d'Ampezzo | Terra rossa | Filip Krajinović        | 6-2, 6(5)-7, 5-7     |
| 7.  | 5 aprile 2015    | F7 Croazia, Orsera                        | Terra rossa | Riccardo Belotti        | 4-6, 6-4, 4-6        |
| 8.  | 23 maggio 2015   | F10 Italia, Bergamo                       | Terra rossa | Matteo Trevisan         | 4-6, 4-6             |
| 9.  | 29 luglio 2018   | Padova Challenger, Padova                 | Terra rossa | Sergio Gutiérrez Ferrol | 2-6, 6-3, 1-6        |
| 10. | 23 giugno 2019   | Internazionali di Emilia Romagna, Parma   | Terra rossa | Tommy Robredo           | 6(10)-7, 7-5, 6(6)-7 |
| 11. | 18 luglio 2021   | Internazionali Città di Todi, Todi        | Terra rossa | Mario Vilella Martínez  | 6(3)-7, 6-1, 3-6     |
| 12. | 5 febbraio 2023  | M25 Monastir                              | Cemento     | Francesco Forti         | 3-6, 4-6             |
| 13. | 19 febbraio 2023 | M25 Vila Real de Santo Antonio            | Cemento     | Henrique Rocha          | 3-6, 1-6             |
| 14. | 20 maggio 2023   | Torino Challenger, Torino                 | Terra rossa | Dominik Koepfer         | 7-6(5), 2-6, 0-6     |

#### Doppio

##### Vittorie (8)
| Legenda tornei minori |
| Challenger (8)        |
| Futures (4)           |

| N. | Data              | Torneo                                      | Superficie     | Compagno             | Avversari in finale                   | Punteggio         |
| 1. | 29 settembre 2009 | Italia F29, Alghero                         | Cemento indoor | Alessandro Giannessi | Vasek Pospisil Marcus Willis          | 6-2, 7-5          |
| 2. | 15 settembre 2013 | Turchia F36, Belek                          | Cemento indoor | Laurynas Grigelis    | Dekel Bar Richard Gabb                | 1-6, 6-3, 10-8    |
| 3. | 22 settembre 2013 | Turchia F37, Belek                          | Cemento indoor | Laurynas Grigelis    | Alexander Krasnorutskiy Anton Manegin | 6-3, 7-6(5)       |
| 4. | 17 luglio 2016    | San Benedetto Cup, San Benedetto del Tronto | Terra rossa    | Stefano Napolitano   | Facundo Argüello Sergio Galdós        | 6-3, 6-4          |
| 5. | 2 ottobre 2016    | Due Ponti Challenger, Roma                  | Terra rossa    | Stefano Napolitano   | Marin Dragagnja Tomislav Draganja     | 6(5)-7, 6-2, 10-3 |
| 6. | 23 settembre 2017 | Italia F30, Santa Margherita di Pula        | Terra rossa    | Andrea Pellegrino    | Matthaias Haim Jakob Sude             | 7-6(1), 6-1       |
| 7. | 16 giugno 2018    | Città di Caltanissetta, Caltanissetta       | Terra rossa    | Andrea Pellegrino    | Blaž Rola Jiří Veselý                 | 7-6(4), 7-6(5)    |
| 8. | 29 luglio 2023    | Internazionali di Verona, Verona            | Terra rossa    | Andrea Pellegrino    | Daniel Dutra da Silva Nick Hardt      | 7-6(6), 6-2       |

##### Finali perse (11)
| Legenda tornei minori |
| Challenger (6)        |
| Futures (5)           |

| N.  | Data              | Torneo                                     | Superficie     | Compagno             | Avversari in finale                 | Punteggio           |
| 1.  | 11 ottobre 2008   | Italia F34, Quartu Sant'Elena              | Cemento indoor | Alessandro Giannessi | Fabio Colangelo Matteo Volante      | 6(7)-7, 1-6         |
| 2.  | 21 marzo 2010     | Italia F1, Trento                          | Cemento indoor | Alessandro Giannessi | Nikolai Fidirko Nikolaus Moser      | 4-6, 4-6            |
| 3.  | 31 luglio 2011    | Guzzini Challenger, Recanati               | Cemento indoor | Purav Raja           | Frederik Nielsen Ken Skupski        | 3-6, 5-7            |
| 4.  | 9 giugno 2012     | Italia F12, Parma                          | Terra rossa    | Matteo Volante       | Edoardo Eremin Claudio Grassi       | 5-7, 2-6            |
| 5.  | 29 marzo 2015     | Croazia F6, Rovigno                        | Terra rossa    | Matteo Trevisan      | Dino Marcan Antonio Sancic          | 3-6, 5-7            |
| 6.  | 31 maggio 2015    | Internazionali Città di Vicenza, Vicenza   | Terra rossa    | Salvatore Caruso     | Facundo Bagnis Guido Pella          | 2-6, 4-6            |
| 7.  | 5 luglio 2015     | Challenger 2001 Team, Padova               | Terra rossa    | Alessandro Giannessi | Michail Elgin Andrej Rublëv         | 4-6, 6(4)-7         |
| 8.  | 20 settembre 2015 | Szczecin Open, Stettino                    | Terra rossa    | Alessandro Giannessi | Tristan Lamasine Fabrice Martin     | 3-6, 6(4)-7         |
| 9.  | 13 ottobre 2018   | Tashkent Challenger, Tashkent              | Terra rossa    | Andrea Pellegrino    | Sanjar Fayziev Jurabek Karimov      | 2-6, 7-6(3), [9-11] |
| 10. | 30 ottobre 2021   | Brest Challenger, Brest                    | Terra rossa    | Salvatore Caruso     | Sadio Doumbia Fabien Reboul         | 6-4, 3-6, [3-10]    |
| 11. | 11 febbraio 2023  | Portogallo M25, Vila Real de Santo Antonio | Cemento        | Jacopo Berrettini    | Simon Beaupain Juan Bautista Otegui | 2-6, 6-4, [8-10]    |